# Nerf obturateur
Pour les articles homonymes, voir Obturateur.
Le nerf obturateur est un nerf mixte du membre inférieur issu de la partie antérieure du plexus lombal.

## Origine
Le nerf obturateur naît des rameaux antérieurs des deuxième, troisième et quatrième nerfs lombaires. 

## Trajet
Le nerf obturateur en arrière du muscle grand psoas jusqu'à son bord médial, puis il longe la ligne arquée de l'ilion jusqu'au sillon obturateur en passant derrière les artères iliaques communes, et sur le côté latéral de l'artère et de la veine iliaques internes. Il passe ensuite par le foramen obturé.
Il se divise alors en deux branches : le rameau antérieur et le rameau postérieur du nerf obturateur.

## Zone d'innervation

### Rameau antérieur

#### Innervation sensitive
Le rameau antérieur innerve en partie l'articulation coxo-fémorale et la partie antéro-interne  de la cuisse.

#### Innervation motrice
Le rameau antérieur innerve les muscles long adducteur, court adducteur et gracile.
De façon inconstante, il peut innerver le muscle pectiné.

### Rameau postérieur

#### Innervation sensitive
Le rameau postérieur innerve la partie interne de l'articulation du genou et la partie postéro-interne  de la cuisse.

#### Innervation motrice
Le rameau postérieur innerve le muscle obturateur externe et les faisceaux supérieur et moyen du muscle grand adducteur.

## Fonctions motrices
Par son innervation motrice, le nerf obturateur est adducteur de la cuisse et contribue à la rotation latérale de celle-ci.

## Aspect clinique
Un bloc nerveux du nerf obturateur peut être utilisé lors d'une chirurgie du genou ou urétrale en association avec d'autres techniques d'anesthésie.
Une lésion du nerf obturateur se manifeste par une atrophie et une paralysie partielle des muscles adducteurs, partielle car il existe une innervation conjointe par le nerf sciatique. Cela se manifeste par une difficulté à croiser les cuisses. Cela s'accompagne d'une perte de la sensibilité cutanée discrète de la région médiale caudale de la cuisse et du genou.